# Виродки (фільм)
«Виродки» (англ. Hideous!) — американський фільм жахів 1997 року.

## Сюжет
Доктор Лорка, ексцентричний колекціонер біологічних феноменів, нарешті отримує в своє розпорядження безцінний екземпляр — жахливого мутанта зі звалища токсичних відходів. Колекціонер перебуває на сьомому небі від щастя. Але лише до тієї пори, поки огидний виродок не починає створювати цілу армію злих і деформованих чудовиськ.

## У ролях
- Майкл Сітрініті — доктор Лорка
- Ронда Гріффін — Ельвіна Шоу
- Мел Джонсон мол. — Наполеон Лазар
- Жаклін Ловелл — Шейла
- Трейсі Мей — Белінда Йост
- Джерард О'Доннелл — детектив Леонард Кантор
- Ендрю Джонстон — Мартін
- Мірча Константінеску — Альф
- Александру Агарісі — Дугі